# Muralhas de Maurits Stadt
As Muralhas de Maurits Stadt envolviam a cidade Maurícia, que compreendia Antônio Vaz e o Recife de Olinda, na confluência dos rios dos Afogados, Capibaribe e Biberibe, atual cidade do Recife, no litoral do estado de Pernambuco, no Brasil.

## História
"Maurits Stadt" foi o grande legado urbanístico do governo de Maurício de Nassau (1637-1644) no Brasil Neerlandês. Fruto do projeto de intervenção urbana de autoria de Pieter Post em 1639, foi materializado no traçado das ruas dos bairros de Santo Antônio (a velha Maurícia) e de São José (a nova), em pouco tempo repletas de residências e de mercados, onde se misturavam protestantes, católicos e judeus.
Sobre a defesa do "grande alojamento de Antônio Vaz", Nassau, no seu "Breve Discurso" de 14 de Janeiro de 1638, sob o tópico "Fortificações", comenta:
"(...) Está cercado de uma muralha muito alta que, ao ocidente e ao noroeste tem dois baluartes inteiros, e se vai prender ao fosso do forte Ernestus por uma linha que a fecha. No sul, contra a praia, tem um meio baluarte, de onde surge uma asa ou linha que, correndo ao longo do rio [dos Afogados] e passando por diante do alojamento de S. Excia., vai terminar também no fosso do forte Ernestus, diante do qual fica em aberto.
Este lugar está dividido em ruas e terrenos, onde muita gente tem começado a edificar, e muitas casas já estão acabadas; as ruas são alinhadas de modo que todas se abrem diante do forte Ernestus, que as domina, bem como as muralhas [do bairro]."
O "Relatório sobre o estado das Capitanias conquistadas no Brasil", de autoria de Adriano do Dussen, datado de 4 de Abril de 1640, complementa, atribuindo-lhe a Companhia da Guarda de S. Excia., com um efetivo de 293 homens:
"(...) o grande alojamento ou vila [de Antônio Vaz], o qual do lado do forte Ernesto é aberto e do lado do continente é cercado por uma muralha alta, tendo dois baluartes e do lado do rio meio-baluarte e além disto, externamente um largo fosso. É projeto ou desígnio prolongar e ampliar a seu tempo essa muralha e também a vila, ou melhor, as construções, pois já quase não há lugar ou terrenos vagos ali do lado de dentro e já algumas casas são construídas do lado de fora: a muralha seria estendida até o forte Frederik Hendrik, ficando protegida assim a zona compreendida entre esses dois fortes, isto é o Ernesto e o Frederik Hendrik. Nessa muralha estão 5 peçazinhas de bronze, duas de 24 libras, 2 peçazinhas espanholas de 22 lb e uma espanhola de 16 lb."
As obras de "Maurits Stadt" foram concluídas em 1642. Pouco depois, o francês MOREAU (1979), acerca do período entre 1646-1648, testemunha:
"Na ponta do Recife este rio salgado [o canal exterior] se divide; uma parte deságua no porto, outra penetra pela terra e a contorna num circuito de uma légua e meia, quase em oval, formando uma ilha do lado mais próximo e que fica situada no Recife; só se pode fazer um trajeto, sobre o qual mandaram construir uma ponte de madeira, e sobre a margem está construída uma outra cidade chamada, antigamente, pelos portugueses, Santo Antônio e, presentemente, pelos holandeses, Mauritstad ou Cidade Maurícia, cercada por bons baluartes de terra, com paliçadas em cima e em baixo, plataformas, meia-lua e revelim, duplos fossos e contra-escarpas e bem o mesmo número de casas que em Recife e com três praças d'armas muito mais bonitas, grandes e largas como as do Recife, onde são sempre mantidos mil homens de guarnição."
Após a capitulação neerlandesa (1654), essas estruturas de defesa não sobreviveram ao crescimento urbano do Recife.